# Bernhardt J. Hurwood
Bernhardt Jackson Hurwood (New York, 22 luglio 1926 – 23 gennaio 1987) è stato uno scrittore statunitense di letteratura fantasy.

## Biografia
Nel periodo 1945-1947 prestò servizio nella marina mercantile degli Stati Uniti, interrompendo gli studi universitari. Ripreso lo studio si laureò poi nel 1949. Dopo la laurea svolse diversi lavori, nel decennio degli anni cinquanta, e solo agli inizi degli anni sessanta ottenne successo con i suoi scritti, cosa che lo spinse a dedicarsi a tempo pieno alla professione di scrittore. Le sue opere hanno riguardato il mondo del soprannaturale avendo egli scritto di vampiri, licantropi e fantasmi.
Morì di cancro nel 1987.

## Opere (parziale)

### Miscellanea
- Terror By Night, 1963
- Strange Talents, 1967
- Monsters and Nightmares, 1967
- Vampires, Werewolves and Ghouls, 1968
- Passport to the Supernatural: An Occult Compendium from All Ages and Many Lands, 1972
- Chilling Ghost Stories, 1973
- Vampires, 1981

### Romanzi
- The Invisibles, 1971
- The Mind Master, 1973
- L'attacco delle tarantole (Kingdom of the Spiders, 1977)
- By Blood Alone, 1979

### Saggi
- The Golden Age of Erotica, 1965
- A Word to the Reader, 1972
- The Girl with the Beckoning Eyes, 1972

### Antologie
- Monsters Galore, 1965